# Polack
Polack (in bielorusso По́лацк?; in russo По́лоцк?, Polock, pronuncia: Pòlatsk; in polacco Połock; in lituano Polockas) è una città della Bielorussia nella regione di Vicebsk.

## Geografia fisica
Polack è situata nella Bielorussia settentrionale, lungo la riva destra della Dvina occidentale, alla confluenza della Polota.

## Storia
La città è uno dei più antichi insediamenti degli slavi orientali: viene menzionata per la prima volta nella Cronaca degli anni passati relativamente all'anno 862.
Tra il X e il XII secolo, il Principato di Polack emerse come il centro di potere dominante in quello che oggi è il territorio bielorusso. Il periodo d'oro della Polack medievale coincide con il governo del figlio di Brjačislav, Vseslav (1044–1101). Questi approfittò delle guerre civili in corso a Kiev per rivendicare la propria indipendenza e gestire in maniera autonoma gli affari del principato. Durante questo periodo, Polack  divenne un centro commerciale importante perché crocevia tra le diverse città orientale della Rus' e la Scandinavia: inoltre, stando alle saghe nordiche, il sovrano procedette a rafforzare le fortificazioni locali. Vseslav riuscì a gestire le relazioni diplomatiche sia con Novgorod che con i variaghi. Il più delle volte, i discendenti di Izjaslav governarono il Principato in modo indipendente rispetto al Gran Principe della Rus', effettuando però un riconoscimento formale dei rjurikidi. Dopo la fine del X secolo, Polack riuscì ad espandersi ad ovest, a ridosso delle attuali regioni orientali di Lituania e Lettonia poste al confine con la Bielorussia.
Parte della Rus' di Kiev, tra il X ed il XII secolo il Principato di Polack divenne uno dei principali centri di potere dell'attuale territorio bielorusso: a quest'epoca risalgono le costruzioni della cattedrale di Santa Sofia (restaurata in stile barocco nel 1750) e la chiesa del monastero Spaso-Evfrosin'evskij.
Nel 1240 divenne un vassallo dei principi lituani. Il granduca di Lituania Vytenis conquistò la città annettendola ai suoi domini nel 1307. Successivamente divenne la prima città del granducato lituano a ricevere una carta di autonomia. Con il possesso di Polack i lituani riuscirono ad assicurarsi il controllo la rotta commerciale della Dvina e dell'economia delle regioni circostanti. Il diritto di Magdeburgo fu introdotto nel 1498. La cittadina, ribattezzata Połock dai polacchi, divenne capoluogo del voivodato omonimo della Confederazione polacco-lituana. Catturata dall'esercito moscovita di Ivan il Terribile nel 1563, fu restituita al Granducato di Lituania solo 15 anni dopo. Durante la guerra russo-polacca fu nuovamente catturata dalla Russia il 17 giugno 1654, ma fu poi riconquistata dalla Polonia-Lituania il 30 ottobre 1660.
In seguito alla prima spartizione della Polonia del 1772, Połock entrò a far parte dell'Impero russo ricevette il nome russo di Polock. 
Dal momento che l'imperatrice russa Caterina II non riconosceva la soppressione papale della Compagnia di Gesù (1773-1814), le istituzioni gesuiti in queste terre non furono sciolti. Ciò fece di Polack uno dei principali centri europei dell'Ordine, che nel 1780 aprì un noviziato. Successivamente poi la cittadina fu raggiunta da altri importanti esponenti gesuiti provenienti da altre parti d'Europa che portarono con sé libri e collezioni scientifiche di valore. I religiosi continuarono il loro lavoro pastorale e contribuendo a migliorare il Collegio dei Gesuiti di Polack (aperto nel 1580 per decreto del re polacco Stefan Batory, con il gesuita Piotr Skarga come primo rettore) e l'Accademia di Polack (1812-1820), dotata di tre facoltà (Teologia, Lingue e Arti Liberali), quattro biblioteche, una tipografia, una libreria, un teatro con tre palchi, un museo scientifico, una galleria d'arte e un periodico scientifico e letterario, e un centro medico. La scuola promosse anche l'apertura di un collegio a San Pietroburgo, in una missione a Saratov e di una spedizione a Canton.
Durante la campagna di Russia napoleonica furono combattute nei dintorni di Polack due battaglie: una nell'agosto 1812 e la seconda nell'ottobre successivo.
Nel 1820 la Chiesa ortodossa russa fece pressione sullo zar Alessandro I affinché cacciasse i gesuiti, trasferitisi a Varsavia (capitale del Regno di Polonia la cui corona era unita a quella imperiale russa), e chiudesse l'Accademia di Polack, in quel momento frequentata da 700 studenti. Le autorità russe chiusero anche la biblioteca dell'Accademia, fornita di 40.000-60.000 volumi, una delle più ricche collezioni di libri dal XVI al XVIII secolo. Il patrimonio librario venne disperso tra alcune città dell'Impero come San Pietroburgo, dove 4000 volumi andarono alla Biblioteca scientifica dell'Università statale, e Kiev. La scuola continuò ad essere gestita per circa vent'anni dalla locale arcieparchia greco-cattolica ma come semplice seminario e collegio. Oggi il suo edificio fa parte della università cittadina dedicata a Santa Eufrosina di Polack.
Nel 1839 la città di Polack fu sede del sinodo della Chiesa greco-cattolica in Russia (ossia l'arcieparchia della stessa Polack e le sue suffraganee) che decretò il suo "ritorno" alla Chiesa ortodossa russa annullando l'Unione di Brest.
Nelle fasi finali della prima guerra mondiale Polack fu occupata dalle truppe tedesche tra il 25 febbraio 1918 e il 21 novembre 1918. Nel corso della successiva guerra sovietico-polacca fu controllata dall'esercito di Varsavia tra il 22 settembre 1919 e il 14 maggio 1920. Nella seconda guerra mondiale fu occupata dai nazisti tra il 16 luglio 1941 e il 4 luglio 1944. Polack funse da capoluogo della regione omonima tra il 20 settembre 1944 e l'8 gennaio 1954 quando quest'entità fu smembrata tra le confinanti regioni di Vicebsk Maladzečna.